# Onga-gun

Landkreis Onga in der Präfektur Fukuoka

Onga (jap. 遠賀郡 Onga-gun) ist ein Landkreis in der Präfektur Fukuoka in Japan. 
Zum 1. September 2020 hatte er 90.881 Einwohner auf einer Fläche von 93,38 km².

## Gemeinden seit 1958
- Ashiya
- Mizumaki
- Okagaki
- Onga